# Список серій мультсеріалу «Сучасне Роккове життя»
Сучасне Роккове життя — американський мультсеріал, створений Джо Мюрреєм. Прем'єра відбулася на Nickelodeon 18 вересня 1993 року і закінчилася 24 листопада 1996 року, загалом 52 епізоди протягом 4 сезонів. Типовий півгодинний епізод «Сучасного Роккового життя» містив дві дванадцятихвилинні історії з рекламною паузою між ними. Іноді протягом півгодинного проміжку часу розповідали одну історію як Частина I та Частина II.
Команда мультсеріалу випустила всі епізоди, крім одного, в регіоні долини Сан-Фернандо в Лос-Анджелесі, штат Каліфорнія, США. Мюррей продюсував пілотний епізод, Trash-O-Madness, у своїй студії в Саратога, Каліфорнія; Мюррей анімував половину епізоду, а виробництво повністю відбувалося в Сполучених Штатах, з анімацією в Саратозі, та обробкою в Сан-Франциско.
11 серпня 2016 року Nickelodeon оголосили, що вони дали дозвіл на одногодинний спеціальний випуск, у якому Мюррей виступає в якості виконавчого продюсера. Прем'єра відбулася на Netflix 9 серпня 2019 року.

## Сезони
| Сезон        | Сегменти     | Епізоди      | Епізоди      | Оригінальний показ | Оригінальний показ | Оригінальний показ |
| Сезон        | Сегменти     | Епізоди      | Епізоди      | Останній показ     | Перший показ       | Мережа             |
| ------------ | ------------ | ------------ | ------------ | ------------------ | ------------------ | ------------------ |
| Pilot        | Pilot        | Pilot        | Pilot        | 29 жовтня 1992     | 29 жовтня 1992     | MTV                |
| 1            | 26           | 13           | 13           | 18 вересня 1993    | 2 січня 1994       | Nickelodeon        |
| 2            | 23           | 13           | 13           | 24 вересня 1994    | 12 березня 1995    | Nickelodeon        |
| 3            | 25           | 13           | 13           | 22 жовтня 1995     | 21 квітня 1996     | Nickelodeon        |
| 4            | 26           | 13           | 13           | 8 липня 1996       | 24 листопада 1996  | Nickelodeon        |
| Static Cling | Static Cling | Static Cling | Static Cling | 9 серпня 2019      | 9 серпня 2019      | Netflix            |

## Епізоди

### 1 сезон (1993-1994)
| № серії | Оригінальна назва                                    | Українська назва від ICTV                              | Дата виходу в США              | Виробничий код |
| ------- | ---------------------------------------------------- | ------------------------------------------------------ | ------------------------------ | -------------- |
| 1       | No Pain, No Gain / Who Gives a Buck?                 | Без болю, не загартуєш волю / Хто дає полонну одиницю? | 18 вересня 1993                | 101            |
| 2       | Leap Frogs / Bedfellows                              | Жаб'ячий стрибок / Одноліжники                         | 19 вересня 1993                | 102            |
| 3       | Jet Scream / Dirty Dog                               | Авіа-крик / Брудний пес                                | 26 вересня 1993                | 103            |
| 4       | Keeping Up with the Bigheads / Skid Marks            | Порядок як у Головатих / Сліди гальмування             | 3 жовтня 1993                  | 104            |
| 5       | Power Trip / To Heck and Back                        | Силова мандрівка / У пекло й назад                     | 10 жовтня 1993                 | 105            |
| 6       | The Good, The Bad, and The Wallaby / Trash-O-Madness | Хороший, поганий і кенгуру / Сміттєвий шал             | 17 жовтня 1993/ 29 жовтня 1992 | 106            |
| 7       | Spitballs / Popcorn Pandemonium                      | Оппльований м'яч / Попкорнове пекло                    | 24 жовтня 1993                 | 107            |
| 8       | A Sucker for the Suck-O-Matic / Canned               | Пилосос для лохів / Звільнений з роботи                | 31 жовтня 1993                 | 108            |
| 9       | Carnival Knowledge / Sand in Your Navel              | Луно-парк / Пісок у пуп                                | 7 листопада 1993               | 109            |
| 10      | Cabin Fever / Rinse and Spit                         | Дачна лихоманка / Прополощи і виплюнь                  | 14 листопада 1993              | 110            |
| 11      | Rocko’s Happy Sack / Flu-In-U-Enza                   | Роккова щаслива торба / Грипер                         | 21 листопада 1993              | 111            |
| 12      | Who’s for Dinner? / Love Spanked                     | Хто на обід? / Закоханий                               | 28 листопада 1993              | 112            |
| 13      | Clean Lovin / Unbalanced Load                        | Чисте кохання / Незбалансоване навантаження            | 5 грудня 1993                  | 113            |

### 2 сезон (1994-1995)
| № серії | Оригінальна назва                  | Українська назва від ICTV                      | Дата виходу в США | Виробничий код |
| ------- | ---------------------------------- | ---------------------------------------------- | ----------------- | -------------- |
| 14      | I Have No Son!                     | У мене нема сина!                              | 25 вересня 1994   | 201            |
| 15      | Pipe Dreams / Tickled Pinky        | Трубна мрія / Розваги для апендикса            | 2 жовтня 1994     | 202            |
| 16      | The Lounge Singer / She’s the Toad | Блудний співак / Вона ропуха                   | 9 жовтня 1994     | 203            |
| 17      | Down the Hatch / Road Rash         | Вниз по тракту / Дорожня лихоманка             | 23 жовтня 1994    | 204            |
| 18      | Boob Tubed / Commuted Sentence     | Зателебембаний / Пом'якшене покарання          | 6 листопада 1994  | 205            |
| 19      | Rocko’s Modern Christmas           | Сучасне Роккове Різдво                         | 1 грудня 1994     | 206            |
| 20      | Hut Sut Raw / Kiss Me, I’m Foreign | Гуп-туп-лава / Цілуй мене, я іноземець         | 4 грудня 1994     | 207            |
| 21      | Cruisin'                           | Круїз                                          | 1 січня 1995      | 208            |
| 22      | Born to Spawn / Uniform Behavior   | Народжений водитися / Чари уніформи            | 22 січня 1995     | 209            |
| 23      | Hair Licked / Gutter Balls         | Зализане волосся / Метання куль                | 29 січня 1995     | 210            |
| 24      | Junk Junkies / Day of the Flecko   | Позбутися непотребу / Один день з життя Фльоко | 12 лютого 1995    | 211            |
| 25      | Snowballs / Frog’s Best Friend     | Снігові кулі / Жабин найкращий друг            | 26 лютого 1995    | 212            |
| 26      | Short Story / Eyes Capades         | Коротка історія / Очі маніння                  | 12 березня 1995   | 213            |

### 3 сезон (1995-1996)
| № серії | Оригінальна назва                         | Українська назва від ICTV                      | Дата виходу в США | Виробничий код |
| ------- | ----------------------------------------- | ---------------------------------------------- | ----------------- | -------------- |
| 27      | Bye-Bye Birdie / Belch of Destiny         | Прощавай, пташечко / Відрижка долі             | 22 жовтня 1995    | 301            |
| 28      | The Emperor’s New Joe / Schnit-heads      | Нова кава імператора / Шніцельні теми          | 29 жовтня 1995    | 302            |
| 29      | Sugar Frosted Frights / Ed is Dead        | Цукрові страхи / Ед мертвий                    | 31 жовтня 1995    | 303            |
| 30      | Fish-N-Chumps / Camera Shy                | Риболовля / Страх перед камерою                | 12 листопада 1995 | 304            |
| 31      | Nothing to Sneeze At / Old Fogey Froggy   | Нема чого чхати / Старе жабство                | 19 листопада 1995 | 305            |
| 32      | Manic Mechanic / Rocko’s Happy Vermin     | Манія до авторемонту / Щасливий Рокків шкідник | 3 грудня 1995     | 306            |
| 33      | I See London, I See France / The Fatlands | Бачу Лондон, бачу Францію / Гадківщина         | 10 грудня 1995    | 307            |
| 34      | Fortune Cookie / Dear John                | Печиво фортуни / Любий унітазик                | 17 грудня 1995    | 308            |
| 35      | Speaking Terms / Tooth and Nail           | Розмова про стосунки / Зуб і ніготь            | 24 грудня 1995    | 309            |
| 36      | Wacky Delly                               | Психоїдло                                      | 21 січня 1996     | 310            |
| 37      | The Big Question / The Big Answer         | Велике питання / Велика відповідь              | 28 січня 1996     | 311            |
| 38      | An Elk for Heffer / Scrubbin' Down Under  | Лось для Геффера / Відчищання австралійця      | 11 лютого 1996    | 312            |
| 39      | Zanzibar / Fatal Contraption              | Занзібар / Згубливий винахід                   | 21 квітня 1996    | 313            |

### 4 сезон (1996)
| № серії | Оригінальна назва                             | Українська назва від ICTV                   | Дата виходу в США | Виробничий код |
| ------- | --------------------------------------------- | ------------------------------------------- | ----------------- | -------------- |
| 40      | With Friends Like These / Sailing the 7 Zzz’s | Маючи таких друзів / Плавання в сьомому сні | 8 липня 1996      | 401            |
| 41      | Pranksters / From Here to Maternity           | Жартівнички / Звідси й до материнства       | 9 липня 1996      | 402            |
| 42      | Ed Good, Rocko Bad / Teed Off                 | Ед хороший, Рокко поганий / Перший м'яч     | 10 липня 1996     | 403            |
| 43      | Wimp on the Barby / Yarn Benders              | Гартований скиглій / Нитка сюжету           | 11 липня 1996     | 404            |
| 44      | Mama’s Boy / Feisty Geist                     | Мамин синок / Злий дух                      | 12 липня 1996     | 405            |
| 45      | S.W.A.K. / Magic Meatball                     | ЦБ / Чарівна котлета                        | 15 липня 1996     | 406            |
| 46      | Closet Clown / Seat to Stardom                | Клоун у шафі / Як стати зіркою              | 16 липня 1996     | 407            |
| 47      | The High Five of Doom / Fly Burgers           | Вітання приречених / Мушачі бургери         | 17 липня 1996     | 408            |
| 48      | Heff in a Handbasket / Floundering Fathers    | Геффер в халепі / Заплутані засновники      | 18 липня 1996     | 409            |
| 49      | Dumbells / Rug Birds                          | Дурнодзвони / Птахи в перуках               | 19 липня 1996     | 410            |
| 50      | Hypno-Puppy Luv / Driving Mrs. Wolfe          | Щенячий гіпноз / Катання пані Вовк          | 8 жовтня 1996     | 411            |
| 51      | Put to Pasture / Future Schlock               | Вигін на пасовисько / Майбутня халтура      | 10 жовтня 1996    | 412            |
| 52      | Turkey Time / Wallaby on Wheels               | Час для індички / Кенгуру на коліщатах      | 24 листопада 1996 | 413            |